# Constantin Grecu
Constantin Grecu (Craiova, 8 giugno 1988) è un ex calciatore rumeno, di ruolo difensore.